# Осинівка (Вілейський район)
Осинівка (біл. вёска Асінаўка) — село в складі Вілейського району Мінської області, Білорусь. Село підпорядковане Осиповицькій сільській раді, розташоване в північній частині області.